# Falkenbergs historia
Falkenberg började träda fram i historiens ljus i slutet av 1200-talet, varifrån de första skriftliga beläggen finns. Staden kom möjligen att ta över som lokalt maktcentrum efter Stomma kulle i Stafsinge socken. Den var då, liksom övriga Halland dansk. Från 1300-talet och fram till nordiska sjuårskriget fanns även staden Ny-Falkenberg. Den borg varifrån Falkenbergs slottslän styrdes förstördes av Engelbrekts trupper 1434 och kom inte att byggas upp, vilket gjorde att slottslänet försvann. Det första kända privilegiebrevet för staden är från 1558.
Genom förbättrad kommunikation under den senare halvan av 1800-talet började staden växa. Industrialiseringen påbörjades kring sekelskiftet. Staden växte upp på den norra sidan av Ätran, men kom under 1900-talet att även sprida sig till den södra sidan.

## Etymologi
Stadens namn kommer sannolikt efter en numera bortsprängd höjd på Östra gärdet. Vid höjden fanns ett falkläge som från medeltiden och framåt var mycket välkänt. Detta kallades av tyska och nederländska falkenärer Falkenberg. Staden har i sin tur gett namn åt befästningen med samma namn. Namnet har stavats på ungefär samma sätt genom hela dess historia (t.ex. Falckenberg 1288)

## Medeltiden

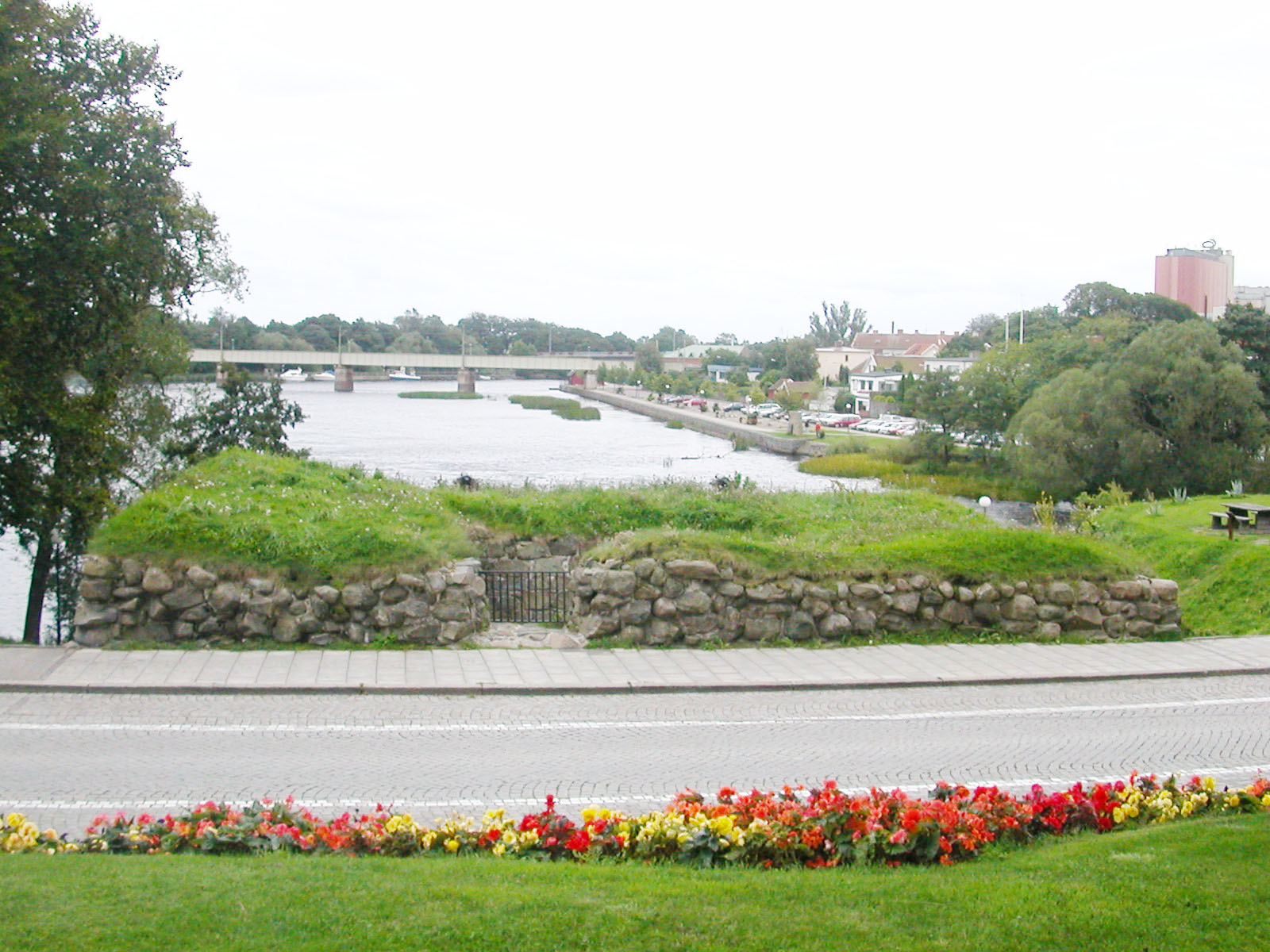
Borgen Falkenberg, enbart de lägre delarna av tornet finns bevarade.

Under folkvandrings- och vendeltiden (375 e.Kr.–800 e.Kr.) finns det fem möjliga centralplatser i Falkenbergs omgivning, där fynd gjorts. De är Stafsinge (Stomma kulle), Slöinge, Köinge, Abild/Vessige och Asige. I Slöinge har ett av de största fynden inom nuvarande Sverige av guldgubbar gjorts. Kring 900-talet verkar dessa gå tillbaka, med undantag för Stafsinge. Samtidigt verkar området kring Stafsinge och Falkenberg få ökande betydelse och utvecklas till en handelsplats. Det har en av de största vikingatida koncentrationerna av silverskatter och mynt i Skåneland. Fynden härstammar från 900-talets första hälft, innan Jällingeätten gjort anspråk på området och enat Danmark.
Kung Valdemars jordebok är från 1200-talet, men beskriver troligen tidigare förhållanden. I den är kungen angiven som skeppsrustare för Faurås härad, och möjligen även (beroende på tolkning) för Årstads härad, vilka är de härader som omger staden. Möjligen kan detta kopplas till att kungamakten slog ner uppror i Skåneland under 1170-talet och därefter ökade sitt godsinnehav. De gårdar från 1100-talet, som grävts ut i Stafsinge är bland de största i Skandinavien. Det finns flera teorier till deras koppling/relation till den danska kungamaktens styrka i området, samt det faktum att området genom Danmarks enande kom att vara ett gränsområde. Det faktum att området blev en gränsbygd medförde en stagnation.
I slutet av 1200-talet byggde den danske kungen en borg på Ätrans södra sida som också har givit namn åt staden. Vad som i sin tur givit namn åt borgen är oklart. Det är känt att det funnits falklägen och att falkfångst förekommit i området. Däremot är de uppgifter ifrån Hallandia antiqua et hodierna om att det skulle komma från en viss utpekad kulle obelagda. Det finns dock knappt några arkeologisk lämningar från denna tiden.
Den norra sidan var under perioder kanske norsk eller svensk och på den sidan växte en handelsplats, Ätraby, fram. Sankt Laurentii kyrka blev bygd omkring 1300. Bebyggelsen vid Ätrans mynning växte sannolikt upp i konkurrens med det tidigare stormanscentrumet i Stafsinge. Flera av de halländska städerna verkar ha haft en liknande utveckling med en föregående handelsplats längre in åt land, till exempel Köpinge för Laholm. Redan 1256 finns det omnämnt att Håkon Håkonsson förstörde en köpstad vid Ätran. Om detta rör det tidigare stormaktscentrumet eller Falkenberg är oklart.
Kring sekelskiftet 1300 skedde flera kungamöten i Falkenberg eller dess närhet. Vid dessa diskuterades äktenskapsplaner. Det var också från Falkenbergs som hertig Kristoffer utfärdade de första privilegiebreven för Halmstad.
Borgen förstördes av  Engelbrekt 1434 och blev inte återuppbyggd, däremot kom handelsplatsen att överta namnet. Mellan slutet av 1300-talet och sjuårskriget (1563–1570) fanns även orten Ny-Falkenberg. Dess huvudgata låg där Tröingevägen numera ligger, nordväst om vårdcentralen.
1508 utfärdades befallning till både Gamla och Ny-Falkenbergs borgare att flytta till Halmstad, men staden överlevde och 1558 utfärdades de äldsta idag bevarade privilegiebreven för staden. De anges dock vara bekräftelsebrev på äldre privilegier. 1565 brändes Falkenberg av Knut Håkansson (Hand) under Erik XIV:s fälttåg mot Halland.
Under medeltiden hade Falkenberg tre stenkyrkor, Sankta Gertruds kyrka, Sankt Laurentii kyrka samt Munkkällaren som i äldre skrifter upptas som Heliga korsets kapell.

## Nyare tid (–1860)
| År         | Borgmästare               |
| ---------- | ------------------------- |
| 1432       | Jens Pedersen             |
| 1432       | Tule Svensen              |
| 1444       | Herman Röde               |
| 1446-1467  | Peder Bengtsen            |
| 1499       | Anders Svensen            |
| 1584-1592  | Carl Jacobsen             |
| 1605, 1610 | Mattis Hansen             |
| 1620-1622  | Lauridz Olsen             |
| 1622       | Wilhelm Jansen            |
| 1628-1635  | Joen Andersen             |
| 1639–1664  | Michel Lauritzsen         |
| 1664–1677  | Johan Larsson             |
| 1680–1686  | Antonius Gertsson Lubinus |
| 1686–1705  | Hans Gertsson Lubinus     |
| 1705–1709  | Germund Skeppsgård        |
| 1709–1730  | Gustav Dahlberg           |
| 1732–1748  | Sören Sörensson           |
| 1748–1767  | Johan Falckman            |
| 1767–1776  | Arvid N. Boman            |
| 1776–1795  | Peter Wallin              |
| 1795–1825  | Johan Lagergren           |
| 1826–1853  | Lars Bergström            |
| 1853–1912  | Anders Magnus Lundberg    |
| 1912–1932  | Berndt Bengtsén           |
| 1932-1938  | Iwan Cassel               |
| År         | Kommunalborgmästare       |
| 1938-1946  | Paul Grante               |
| 1946-1951  | Olle Gestblom             |
| 1951-1964  | Stig Sjövall              |

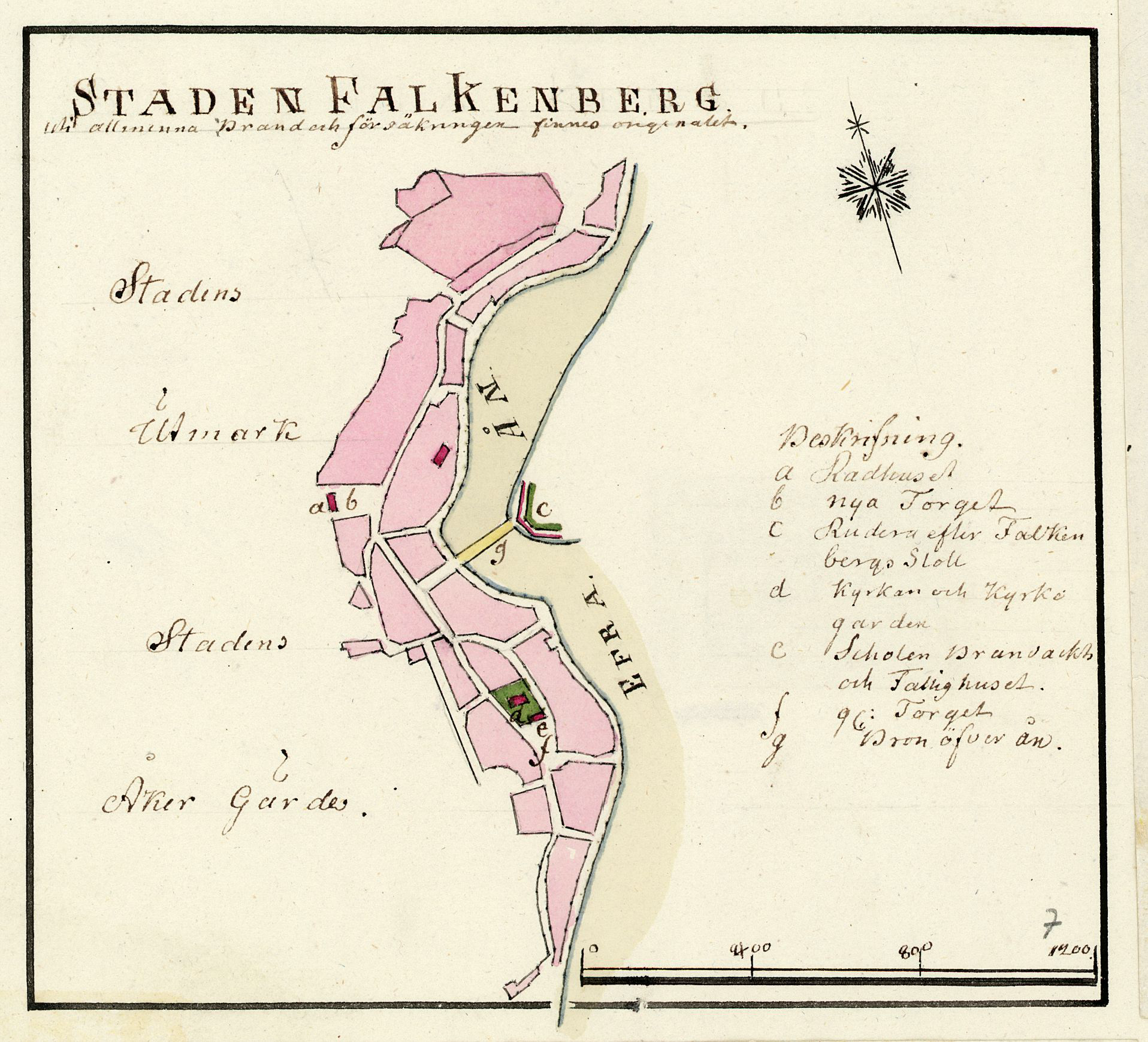
Falkenberg som det såg ut i början av 1800-talet.

Falkenberg blev, som resten av Halland, svenskt 1645. Den var då kraftigt påverkad av de många krig som sedan 1200-talet härjat Halland. Vid en inspektionsresa 1658 beskrev kommerskollegiets president, Christer Bonde, staden som "en liten fläck". Liknande beskrivningar från samma tid finns nedtecknade av andra personer. Staden hade då uppskattningsvis 200 invånare, som i huvudsak sysslade med jordbruk. Jordbruk och fiske fortsatte att vara den huvudsakliga näringsgrenen i staden fram till mitten av 1800-talet.
Den svenska staten hade för avsikt att begränsa antalet stapelstäder, det vill säga de städer som fick handla med utlandet. Staden fick 1655 stapelstadsrättigheterna förnyade, men förlorade dem 1660. Samma år drabbades staden också av en större eldsvåda, där sexton av gårdarna brann ner. I samband med utbrottet av det skånska kriget 1679 återfick staden stapelstadsrättigheterna och fick behålla dem fram till 1724. Därefter förde de en lång kamp innan staden 1866 återfick rättigheterna. Under första halvan av 1700-talet inträffade flera eldsvådor (1706, 1708, 1718, 1725, 1732 och 1743). Detta medförde ett förbud mot halmtak. Ofta ersattes de med tegeltak. En sista storbrand skedde 1841.
Efter att staden blivit svensk kom den 1683 att bli ställd under lagmansrätt, istället för att ha ett borgmästareämbetet. Trots det kom titeln borgmästare att användas även i fortsättningen. Årstads och Faurås härad blev 1710 ålagda att flytta sina tingsmöten till Falkenberg, men det kom inte att ske.
En förteckning över yrkesgrupperna i Falkenberg 1737 visar att det fanns två bagare, en böckare (tunnbindare), en färgare, en glasmästare, en guldsmed, en handskmakare, en hattmakare, en hjulmakare, en häcklemakare, en kopparslagare, en krukmakare, en murarmästare, en målare, en repslagare, en sadelmakare, tre skomakare, två skräddare, en slaktare, tre smeder, tre nickare, fyra timmermän, en svarvare, en sämskmakare, en vävare, fyra krögare, tolv skeppare, sjömän och fiskare, fyra åkare och tolv arbetskarlar. Från 1700-talet och framåt kom fler tegel- och krukmakerier att anläggas, det mest kända Törngrens krukmakeri.
Laxfisket har sannolikt varit viktigt sedan lång tid tillbaka. Det finns omtalat från 1500-talet och framåt. I Hallandia antiqua et hodierna från 1752–1753 beskrivs det som det bästa i Halland. Under 1800-talet kom många engelsmän och fiskade i Ätran. Det finns beskrivet i boken Days in Falkenberg - A Record of Sport in Sweden skriven 1884 av londonadvokaten A.M. Wilkinsson. Bland dem som fiskade i floden fanns bland annat sir Hyde Parker samt en son till Thomas Babington Macaulay. I slutet av 1800-talet kom omkring en femtedel av stadens inkomster från laxfisket. Numera är inkomster från laxfisket uppskattade till omkring fem miljoner kronor per år.
I mitten av 1700-talet byggdes Tullbron. Det nuvarande Falkenbergs rådhus blev färdigt 1826, men andra rådhus har funnits tidigare.
I början av 1860-talet föreslogs det att det staden skulle ha ett stadsfullmäktige. Fram till dess hade besluten tagit i allmänna rådsstugan, där det var de som var närvarande (och hade rösträtt) som beslutade. Efter ett tidigt motstånd togs 1865 beslut om att införa stadsfullmäktige.

## Staden börjar växa (1860–)

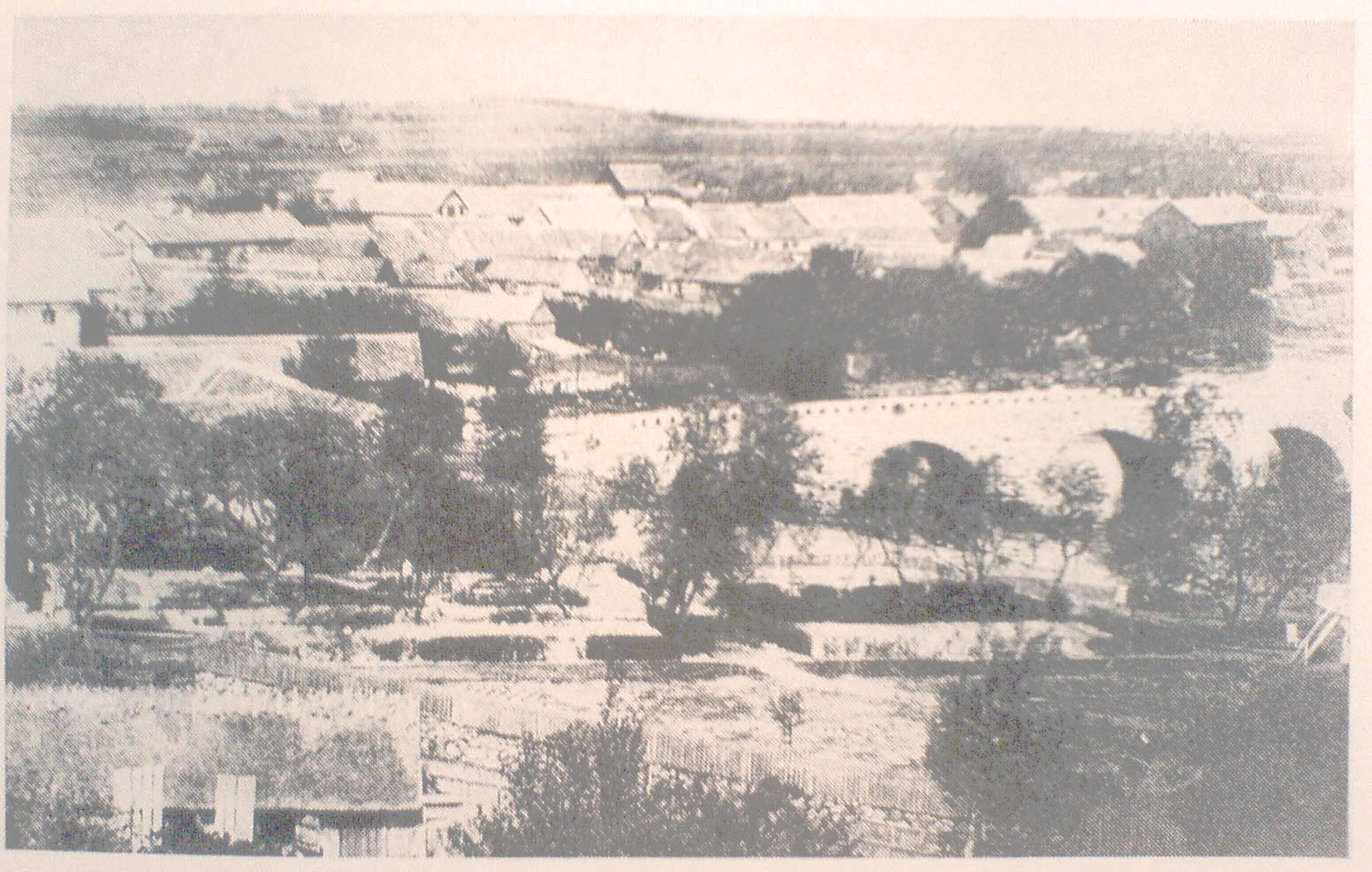
Foto av Falkenberg taget under 1860-talet. Bland annat syns Tullbron.

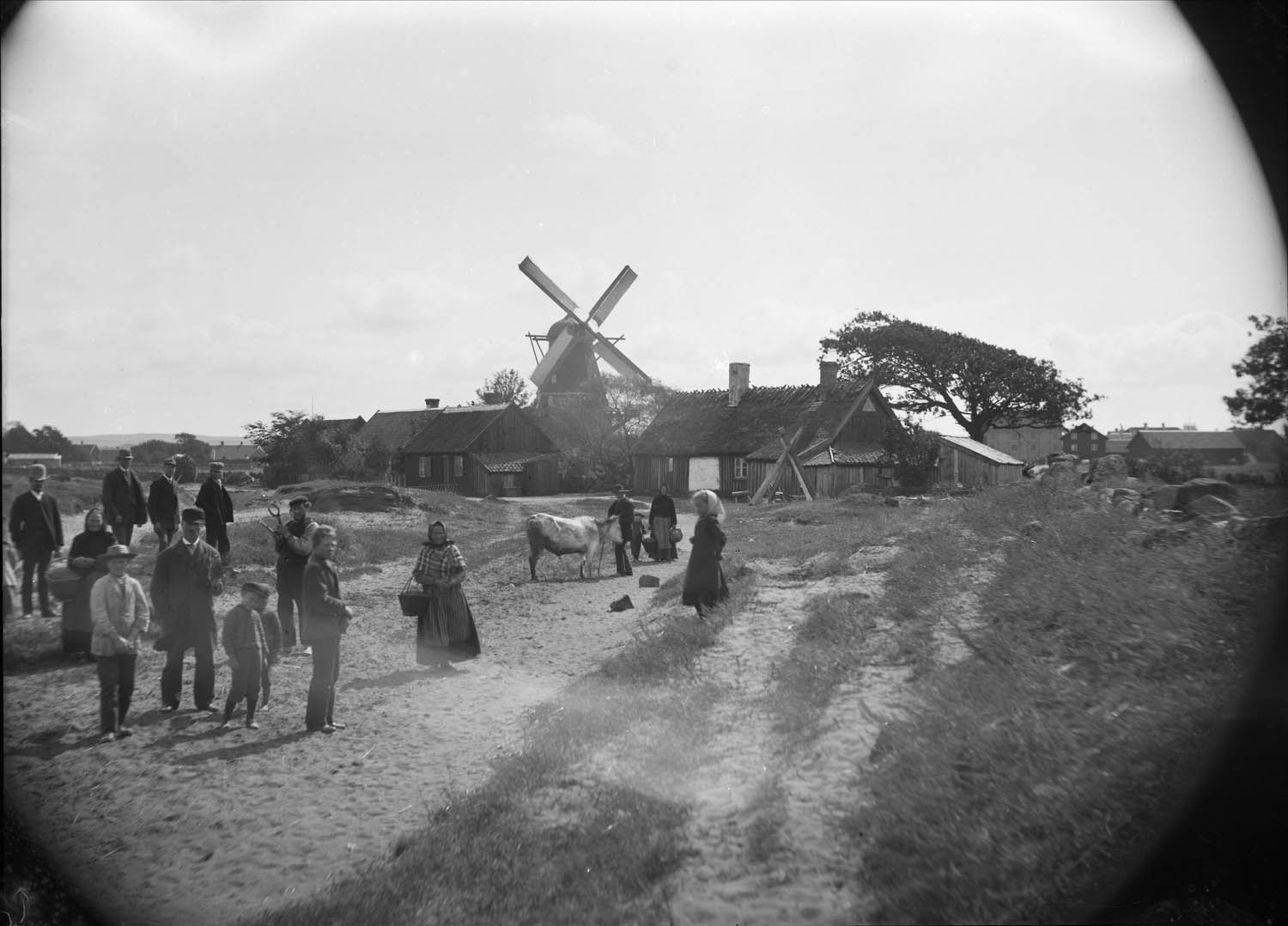
Falkenberg. Kvarnen flyttades till Falkenberg i slutet av 1800-talet från Tågarp i Vinbergs socken.

Från 1820-talet och framåt hade det funnits förekom åtgärder för att försöka förbättra Falkenbergs hamn. I mitten av 1800-talet blev behovet av att göra den mer tillgänglig akut. Hallands Ångbåtsaktiebolag som hade startat trafik längs kusten vägrade gå in i hamnen. Samtidigt behövdes hamnen för att kunna exportera virke från inlandet. Inseglingsrännan var då bara 9 fot (2,7 meter) och vid kajen var det bara 6 fot (1,8 meter). På grund av detta fick fartyg ofta ankra utanför hamnen, varpå lasten fick lastas om på mindre båtar innan den togs i land.
Anledningen till att det var så grunt var att sand drevs in mot hamnen av strömmarna. För att komma till rätta med det problemet köptes 1864 ett mudderverk för 9 000 riksdaler. Under de följande årtiondena förde mudderverket, och senare efterföljare, en hård kamp mot sanddriften in mot hamnen.
Under en tid blev Falkenberg en betydande hamn. 1866 erhöll man stapelstadsrätt, fick sjömanshus 1868 och 1870 tullkammare.
1890 förlorade staden ångbåtstrafiken. Kaffeimporten minskade med en tredjedel. 1909–1910 förlängdes den norra hamnarmen och i slutet av 1910 anslogs pengar till en 2 000 meter lång vågbrytare samt förlängning av den södra hamnarmen. Arbetet med att bygga dessa pågick till 1926. resultat blev dock bra då hamndjupet ökade till fem meter och mudderverket kunde hyras ut.
De första planerna på en järnväg mellan Falkenberg och Halmstad började diskuteras 1881. De ledde till att Mellersta Hallands järnväg AB bildades, med säte i Falkenberg. Genom framgångsrik aktieteckning och stöd av landstinget och staten kom järnvägen att fortsätta till Varberg.
Järnvägen började byggas 1884. 1885 nådde den Falkenberg. Där fanns två alternativ, en nordligare, längre, sträckning som bland annat passerade övre delen av Storgatan och Marknadsgatan, samt en kortare, sydligt som passerade Tullkammaregatan och Storgatan. Det blev det senare alternativet, som också var billigare. Det innebar dock att järnvägen kom att på genom den kulle där borgen Falkenberg låg. Järnvägen blev en ekonomisk framgång för staden. När den förstatligades 1895 gav det staden en vinst på 58 725 kronor på 130 500 satsade kronor. Den första telegrafstationen öppnade 1866. Staden anslöts till rikstelefonnätet 1894. De förbättrade kommunikationerna gjorde att staden i allt större utsträckning fungerade som centralort för den omgivande landsbygden.
AB. Dan. Lundgrens läderfabrik grundades 1834 och var länge ett av stadens största företag. Bryggeriaktiebolaget Falken grundades 1896 och har sedan dess varit ett av stadens största arbetsgivare. Doktorspromenaden anlades 1862
Från slutet av 1600-talet finns fältskärer nedtecknade bland stadens invånare. 1849 infördes en stadsläkartjänst. Hallands läns landsting anslog 1878 pengar för en sjukstuga, som stod färdig 1882. I början av 1900-talet byggdes det ut med ekonomihus, likrum, obduktionsrum och kontor. Landstinget beslutade 1911 att göra om det till länslasarett, vilket medförde en större utbyggnad, då kapaciteten ökade till 34 vårdplatser.
Staden köpte egendomen Herting 1901. Köpet var motiverat av tanken att bygga ett vattenkraftverk, vilket också skedde. Vattenkraftverket har sedan dess steg för steg byggt ut. I början förekom effektproblem, vilket medförde ransonering. Detta avhjälptes genom nämnda utbyggnader av kraftverket samt genom kontrakt med Yngeredsforsbolaget, som hade vattenkraftverk längre upp i Ätran.
I slutet av århundradet fördes diskussioner om att bygga ett epidemisjukhus, bland annat orsakat av en hotande koleraepidemi 1892. Stadsfullmäktige anslog pengar 1895 och 1897 stod sjukhuset färdigt. Byggnaden användes som epidemisjukhus fram till 1925. Den kallas numera "Gula villan" och används numera av Falkenbergs gymnasieskola. Den räckte inte alltid till och då användes även Hertigsågens manhusbyggnad, "Rönnhagens epidemisjukhus". Från 1925 fram till 1950 användes delar av vad som numera är äldreboendet Tallgläntan som epidemisjukhus, från 1933 dock enbart för barn.
Under 1900-talet har fler och fler börjat bada vid Skrea strand. 1914 fanns det ett 10-tal badhytter där. 1928 hade det ökat till 300. Flera etableringar har gjorts där, till exempel byggdes vad som numera är Hotell Strandbaden 1937.
Staden växte administrativt 1907 då Herting inkorporerades, trots protester från Skrea landskommun, som det tidigare tillhört. Arvidstorp inkorporerades vid årsskiftet 1936–1937, efter att i över 20 år försökt bli en del av staden. Ett mindre område i Vinbergs socken fördes över till Falkenberg 1950. Vid årsskiftet 1951–1952 blev även Skrea en del av staden. Falkenberg är sedan kommunreformen 1971 centralort i Falkenbergs kommun.
Falkenbergs Fotbollsklubb bildades 1894 som den första mer betydande idrottsföreningen i staden. Den följdes 1906 av Falkenbergs kvinnliga gymnastikklubb. Falkenbergs idrottsplats blev färdigt 1921. Falkenbergs FF grundades 1928 och Falkenbergs BTK 1925.
Under 1940- och 1950-talet förekom en, ofta het, strid om ifall Tullbron skulle bredas för att lösa de trängselproblem som orsakats av den ökande trafiken. Frågan kom att hamna på riksnivå. Slutresultatet blev att bron förblev som den var, men att en gångbro kom att anläggas vid dess sida.
| Befolkningsutvecklingen i Falkenberg 1770–2018 | Befolkningsutvecklingen i Falkenberg 1770–2018 | Befolkningsutvecklingen i Falkenberg 1770–2018 | Befolkningsutvecklingen i Falkenberg 1770–2018 | Befolkningsutvecklingen i Falkenberg 1770–2018 |
| --- | ---------------------------------------------- | ---------------------------------------------- | ---------------------------------------------- | ---------------------------------------------- |
| |                                                |                                                |                                                |                                                |
| År |                                                |                                                | Folkmängd                                      | Areal (ha)                                     |
| 1770 | 1770                                           |                                                | 551                                            |                                                |
| 1810 | 1810                                           |                                                | 636                                            |                                                |
| 1850 | 1850                                           |                                                | 953                                            |                                                |
| 1890 | 1890                                           |                                                | 1 760                                          |                                                |
| 1910 | 1910                                           |                                                | 4 452                                          |                                                |
| 1930 | 1930                                           |                                                | 5 604                                          |                                                |
| 1950 | 1950                                           |                                                | 8 667                                          |                                                |
| 1960 | 1960                                           |                                                | 9 999                                          |                                                |
| 1965 | 1965                                           |                                                | 11 817                                         |                                                |
| 1970 | 1970                                           |                                                | 13 476                                         |                                                |
| 1975 | 1975                                           |                                                | 14 148                                         |                                                |
| 1980 | 1980                                           |                                                | 15 653                                         |                                                |
| 1990 | 1990                                           |                                                | 17 322                                         | 1 416                                          |
| 1995 | 1995                                           |                                                | 18 308                                         | 1 434                                          |
| 2000 | 2000                                           |                                                | 18 581                                         | 1 448                                          |
| 2005 | 2005                                           |                                                | 18 972                                         | 1 454                                          |
| 2010 | 2010                                           |                                                | 20 035                                         | 1 485                                          |
| 2015 | 2015                                           |                                                | 24 099                                         | 1 809                                          |
| 2018 | 2018                                           |                                                | 27 301                                         | 2 201                                          |
| Anm.: Sammanvuxen med Skogstorp och Skreanäs 2015, med Skrea 2018. Data före 1950 avser staden som administrativ enhet (år 1950 hade staden 8 446 invånare och tätorten 8 667 invånare) |                                                |                                                |                                                |                                                |